# Callistege intercalaris
Callistege intercalaris är en fjärilsart som beskrevs av Augustus Radcliffe Grote 1882. Callistege intercalaris ingår i släktet Callistege och familjen nattflyn. Inga underarter finns listade i Catalogue of Life.